# Suzanne Lapointe
Pour les articles homonymes, voir Lapointe.
Suzanne Lapointe, C.M. (née le 16 mai 1934 à Montréal, morte le 2 janvier 2015, à Sainte-Adèle, dans les Laurentides,) est une chanteuse, une comédienne et une animatrice de télévision québécoise.

## Biographie
C'est le 16 mai 1934 à Montréal que naît Suzanne Lapointe, deuxième des six enfants d'un père (Armand Lapointe) voyageur de commerce (pour les biscuits Marvin's) et d'une mère (Lucette Brousseau) créatrice de vêtements. Dotée d'une voix digne d'une prima donna, c'est d'abord vers des études de chant que se dirige la jeune fille, après ses études classiques. Initiée par une tante cantatrice (Marthe Lapointe, soprano aux Variétés lyriques), elle étudie le chant classique au Conservatoire de musique et d'art dramatique de Montréal où, notamment, elle suit aussi des cours de mise en scène auprès de Jean Valcourt et d'art dramatique dans la classe de Sita Riddez. En 1959, elle réussit une audition pour devenir hôtesse à l'émission télévisée La Poule aux œufs d'or, ce qui devient sa porte d'entrée dans le domaine artistique au Québec. En 1960, elle obtient une bourse du Conseil des arts du Canada, qui lui permet de passer deux ans à se perfectionner en chant à New York. De temps à autre, elle chante ensuite dans des émissions télévisées comme L'heure du concert et Music-Hall. 
En 1963, elle rejoint Réal Giguère pour coanimer le premier talk-show de Télé-Métropole, Dix sur dix, qui sera en onde jusqu'en 1969. De 1978 à 1983, elle anime, toujours à Télé-Métropole, le magazine féminin Votre amie Suzanne. 
Cuisinière hors pair, Suzanne Lapointe anime Attention c'est chaud à la télévision de Radio-Canada, une émission sur la cuisine en compagnie du jeune chef Daniel Vézina, et publie plus de douze livres de recettes, de 1970 à 1984, dont La cuisine de maman Lapointe et Plaisir de recevoir. C'est toutefois en 1987 que sa carrière atteint un sommet, lorsqu'elle anime, avec l'humoriste Gilles Latulippe, Les Démons du midi. Leurs folies et leurs fous rires envahissent les foyers québécois tous les jours de la semaine pendant six ans (1 050 émissions), le rire unique et communicatif de Suzanne s'imposant comme un signe distinctif. Ayant survécu à un cancer du sein, au milieu des années 1990 (peu après la mort de son mari), elle s'implique beaucoup dans cette cause qui lui tient à cœur.

L'Ordre du Canada, la présente ainsi, en 2009 : 

« Depuis plus de cinquante ans, Suzanne Lapointe occupe une place particulière dans le monde artistique et dans le cœur et l’esprit de la société québécoise. Elle s’est surtout distinguée comme animatrice et coanimatrice de nombreuses émissions de radio et de télévision qu’on qualifiait « d’université populaire du matin ». Elle a notamment coanimé l’émission quotidienne Les Démons du Midi [sic] qui rivait presque tout le Québec au petit écran entre midi et une heure. Sa simplicité, son humour et son rire contagieux sont devenus légendaires. Elle est également connue comme une auteure de livres de recettes qui ont eu beaucoup de succès. Dévouée auprès d’un grand nombre de causes, elle est membre du conseil de la Fondation de l’Hôpital régional de Saint-Jérôme, a présidé des collectes de fonds et a parcouru la province comme porte-parole du programme de dépistage du cancer du sein. »

— Motifs soulignés par l'Ordre du Canada pour lui en décerner l'insigne de membre.
Sans enfants et veuve de Pierre Larin depuis quelque vingt ans, mais entourée de ses quatre sœurs (Louise, Andrée, Claire et Isabelle) et de leurs enfants, c'est atteinte de la maladie d'Alzheimer depuis quelques années qu'elle meurt, par ailleurs d'un récent lymphome (cancer des ganglions), le 2 janvier 2015 , au CHSLD des Hauteurs, où elle résidait depuis quatre mois, à Sainte-Adèle.

## Honneurs
- 2006 : Chevalier de l'ordre de la Pléiade
- 2008 : Membre de l'ordre du Canada (insigne transmis le 15 mai 2009)[8]